# Moses Garu
Moses Garu, né le 1er décembre 1969 et mort le 10 février 2025, est un homme politique salomonais.

## Biographie
Il est originaire de Guadalcanal. Après une formation professionnelle à l'enseignement, il exerce le métier de professeur pendant deux ans dans l'enseignement secondaire, puis suit une formation à l'agriculture tropicale et est employé dix ans à la Banque de développement des Îles Salomon.
Lors des violences inter-ethniques au début des années 2000, il subit en mai 2000 à Honiara une tentative d'assassinat de la part d'hommes armés de la milice ethnique Malaita Eagle Force (en), qui le frappent à la tête avec une hache. Il survit mais est défiguré. Les hommes accusés de l'avoir attaqué, dont Jimmy Lusibaea (en), sont inculpés mais relâchés lorsque les témoins renoncent à témoigner contre eux,.
Candidat malheureux aux élections de 2006, il entre au Parlement national comme député de la circonscription de Guadalcanal-ouest aux élections législatives de 2010, avec l'étiquette du Parti démocrate. Il siège de ce fait dans la même assemblée que Jimmy Lusibaea. Après une discussion avec ce dernier, Moses Maru pardonne à son assaillant, au nom de la réconciliation. D'abord député d'opposition, Moses Garu quitte en février 2011 les bancs de l'opposition parlementaire avec Dickson Mua et Alfred Ghiro pour se joindre à la majorité du gouvernement de Danny Philip ; les trois hommes invoquent l'utilité pour les citoyens de leurs circonscriptions respectives qu'ils soient membres du gouvernement. En avril, il est nommé ministre de l'Énergie, des Mines et de l'Électrification rurale. En novembre, accusant le Premier ministre Danny Philip de détournement de fonds fournis par Taïwan, il démissionne du gouvernement en même temps que Clay Forau (ministre de la Police) et Cornelly Sandakabatu (ministre de l'Agriculture). Le gouvernement Philip tombe et le nouveau Premier ministre, Gordon Darcy Lilo, reconduit Moses aux fonctions qu'il occupait avant sa démission. 
Réélu député aux élections de 2014, il est fait ministre des Terres et du Logement dans le gouvernement de Manasseh Sogavare en octobre 2015. Un remaniement ministériel en août 2017 le voit devenir ministre de la Police et de la Sécurité nationale,. En octobre 2017 il quitte le gouvernement et rejoint l'opposition dans l'espoir de provoquer un changement de majorité ; en novembre, il change d'avis et réintègre le gouvernement Sogavare ; il est alors promu ministre de l'Intérieur,. Cinq jours plus tard, il rejoint à nouveau l'opposition, et contribue à la chute du gouvernement au Parlement. Le nouveau Premier ministre Rick Houenipwela le fait à nouveau ministre de la Police et de la Sécurité nationale.
Il est battu dans sa circonscription aux élections de 2019.